# 吉沢英成
吉沢 英成（よしざわ ひでなり、1941年2月17日 - ）は、日本の経済学者。
東京府生まれ。1964年東京大学経済学部卒、66年同大学院理論経済学専攻修士課程修了。68年東京大学経済学部助手、1972年甲南大学経済学部助教授、教授。82年『貨幣と象徴』でサントリー学芸賞受賞。経済学部長、学長、学校法人甲南学園副理事長、2006年から2020年まで理事長。

## 著書
- 『貨幣と象徴 経済社会の原型を求めて』日本経済新聞社 1981  のちちくま学芸文庫
- 『マルコニ事件 民主主義と金銭』筑摩書房 1989

編纂
- 『情報文明学の構想 高度情報化社会と文明の共存』（編）以文社 2002

### 翻訳
- カール・ポラニー『大転換 市場社会の形成と崩壊』野口建彦、長尾史郎、杉村芳美共訳 東洋経済新報社 1975
- S.H.フランケル『貨幣の哲学 信頼と権力の葛藤』（監訳）文真堂 1984